# Anthurium brittonianum
Anthurium brittonianum är en kallaväxtart som beskrevs av Luis Aloysius, Luigi Sodiro. Anthurium brittonianum ingår i släktet Anthurium och familjen kallaväxter. Inga underarter finns listade.